# Mosquée Ahmed III
La mosquée Ahmed III (en grec moderne : τζαμί του Αχμέτ Γ΄ / tzamí tou Achmét III), également connue sous le nom de mosquée Ahmed-Pacha, (τζαμί Αχμέτ Πασά), est un édifice ottoman situé dans la forteresse grecque d'Acrocorinthe, dans le Péloponnèse. Construit à l'emplacement d'une mosquée antérieure du XVIe siècle, le monument fut commandité par le sultan Ahmed III après la reconquête ottomane de 1715.

## Histoire
Après la conquête de Corinthe par les troupes ottomanes du sultan Mehmed II en 1458,, la citadelle d'Acrocorinthe fut équipée de plusieurs mosquées. Le voyageur Evliya Çelebi, qui visita la région en 1668, mentionna quatre édifices rythmant la vie religieuse islamique de la forteresse,. Datant vraisemblablement du XVIe siècle, une première mosquée dans la partie nord peut être identifiée comme la mosquée d'Achmed Pacha ou de Bayezid mentionnée par Evliya Çelebi,. Deux éléments en chêne, relevés dans une traverse de la maçonnerie et dans le minaret par les archéologues Richard Rothaus et Timothy E. Gregory (en), sont datés de 1489 et 1508,.
La mosquée imprécisément évoquée en 1668 fut transformée en magasin à poudre lors de la seconde période d'occupation vénitienne entre 1687 et 1715,,. À la toute fin du XVIIe siècle, un plan d'Acrocorinthe de l'ingénieur Pierre de la Salle conversé à la bibliothèque Gennádios, indique que le lieu servit également de stockage des biscuits destinés à la garnison, aussi appelés pains de munition. Peu après la reprise de la ville par les Ottomans en 1715, une nouvelle mosquée fut érigée par le sultan Ahmed III sur les ruines des précédentes constructions.
La mosquée fut étudiée par les archéologues Antoine Bon et Rhys Carpenter en 1936. Au cours des années 2000, l'édifice fit l'objet de travaux de consolidation, dirigés principalement vers le renforcement structurel des fenêtres et du minaret. Début 2025, un projet de restauration de l'édifice est annoncé par le ministère de la Culture en vue d'ouvrir le monument à des manifestations culturelles.

## Architecture
La mosquée Ahmed III, qui mesure 8,50 × 9,50 mètres, présente les caractéristiques et le plan simple des premières mosquées ottomanes dans les Balkans,,. Les traces de la mosquée antérieure sont encore aujourd'hui identifiables, notamment dans le style en pointe des ouvertures, typique de la première période ottomane.
La maçonnerie générale est particulièrement hétéroclite, composée essentiellement de pierres calcaires et de quelques briques à l'agencement aléatoire. Les murs extérieurs de 0,70 mètre sont plus maîtrisés dans les angles et pour la base du minaret, là où des matériaux de bâtiments plus anciens ont été intégrés. Sur la façade principale au nord figurent les traces des aménagements de la seconde période vénitienne, notamment l'usage de voussoirs au sommet de la porte et le lion de saint Marc, emblème de la Sérénissime,.
La base du minaret, préservant en son sein l'escalier en colimaçon, est située à l'angle nord-ouest, au niveau du porche dont il ne subsiste que quelques pans de murs extérieurs du côté oriental. Une large coupole sur trompes, partiellement détruite depuis la fin du XXe siècle à cause du manque d'entretien, surmonte la salle de prière carrée. Au centre du mur sud, encadré par deux fenêtres, l'édifice possède un mihrab de style baroque turc encore visible de nos jours. La niche à muqarnas présente un double cadre rectangulaire orné.

## Galerie

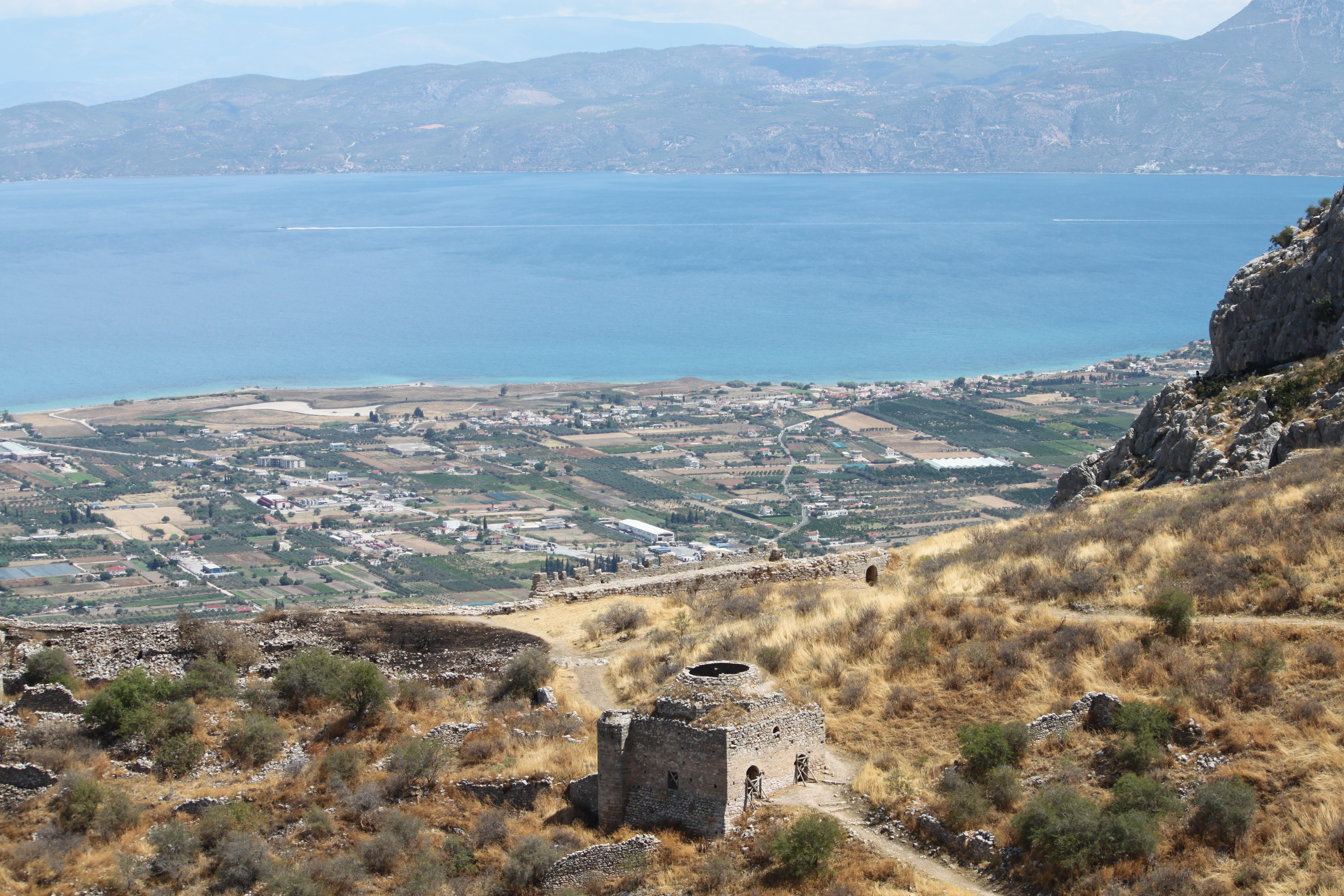
La mosquée surplombant le golfe de Corinthe.
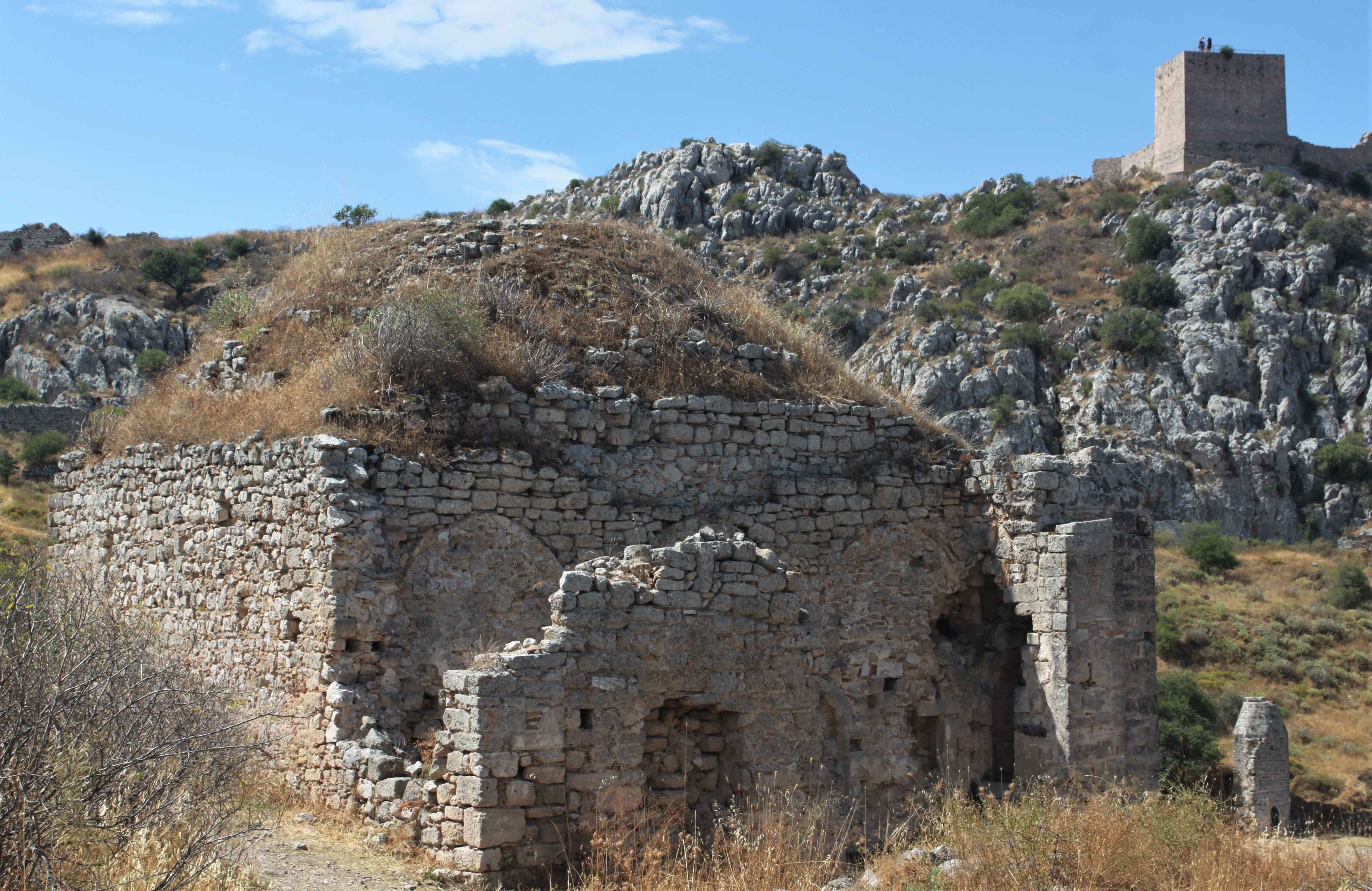
Mosquée Ahmed III, minaret de la mosquée Mehmed II (en bas à droite) et tour franque (en haut à droite).
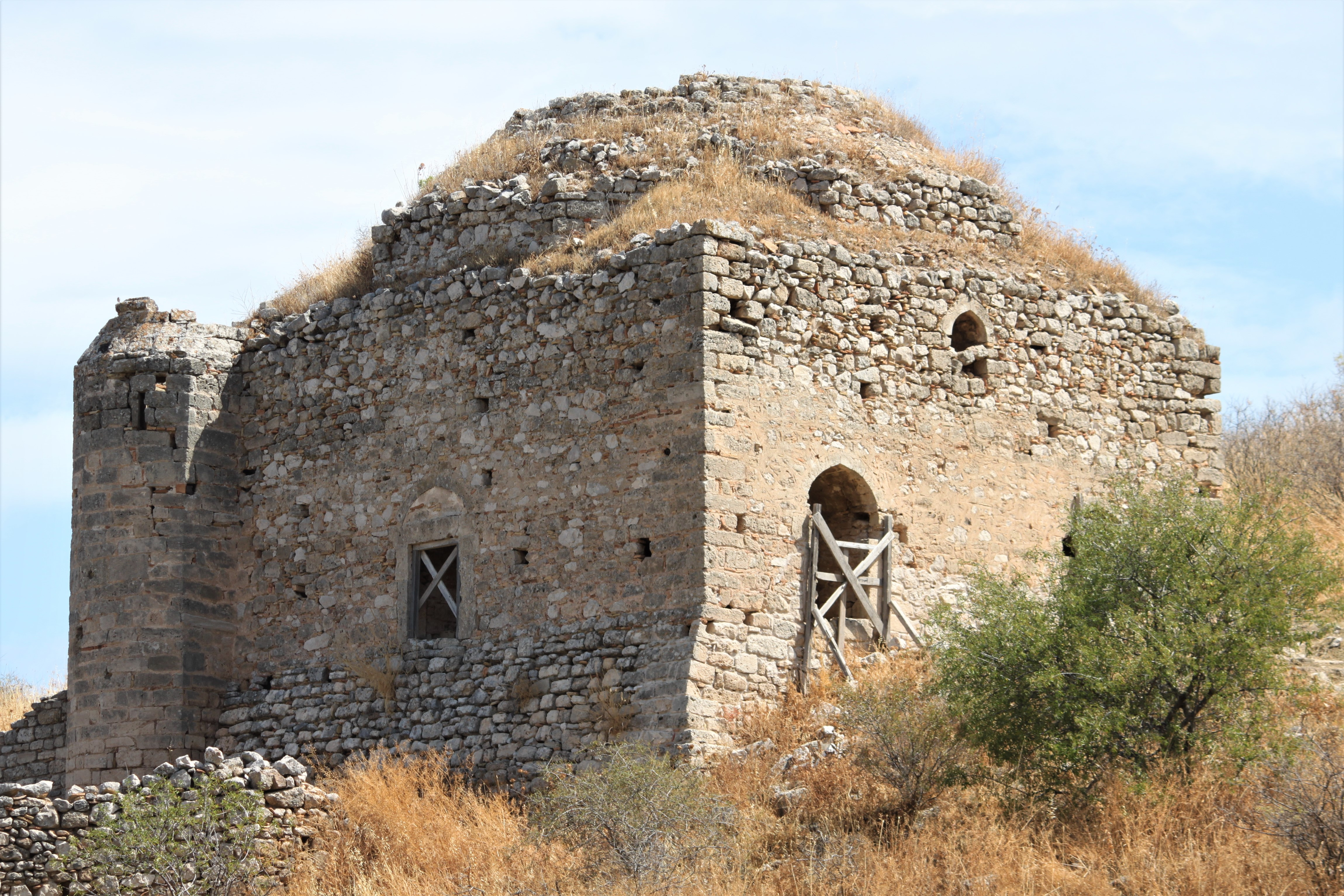
Vue de la mosquée depuis le sud.
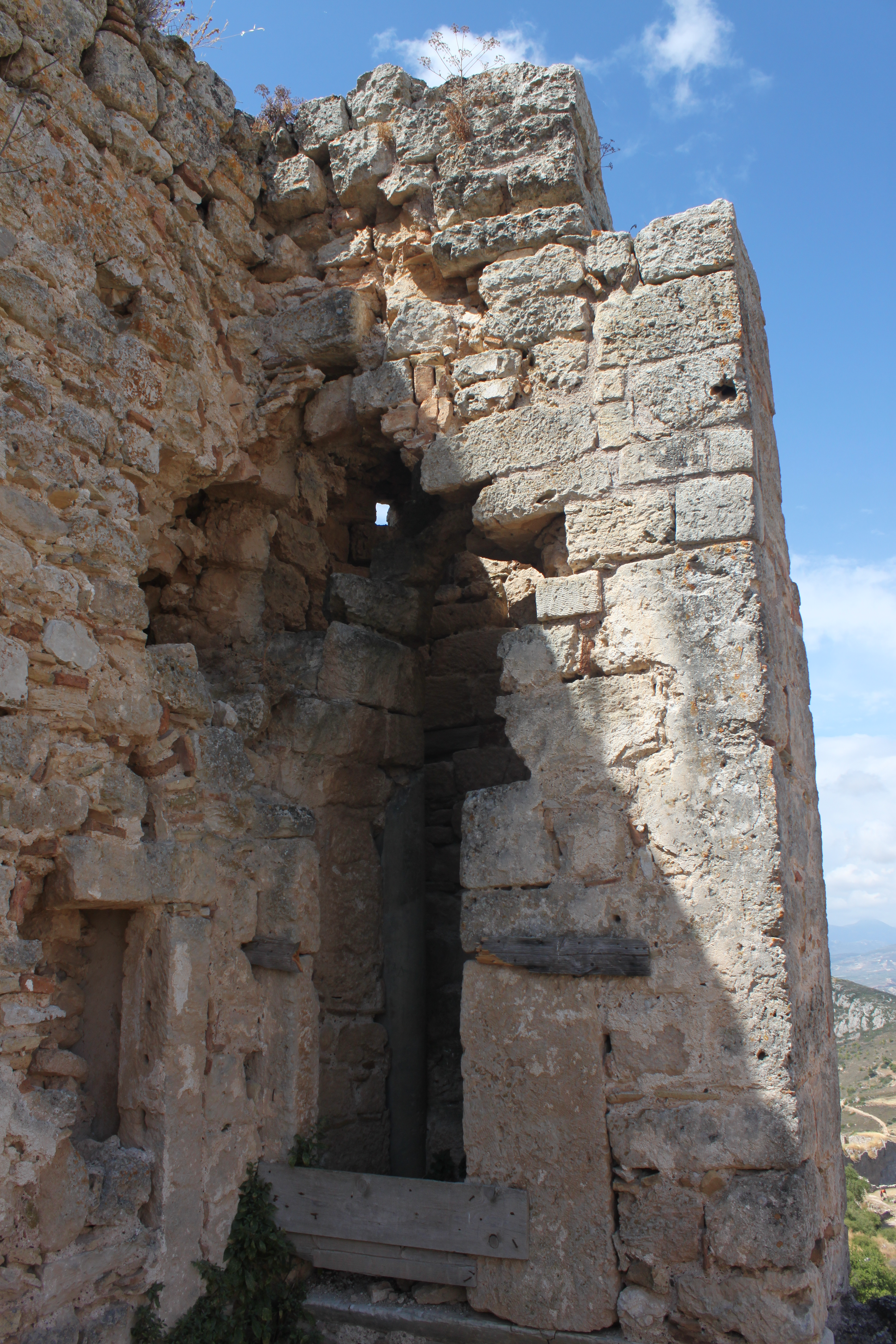
Minaret à l'angle nord-ouest.
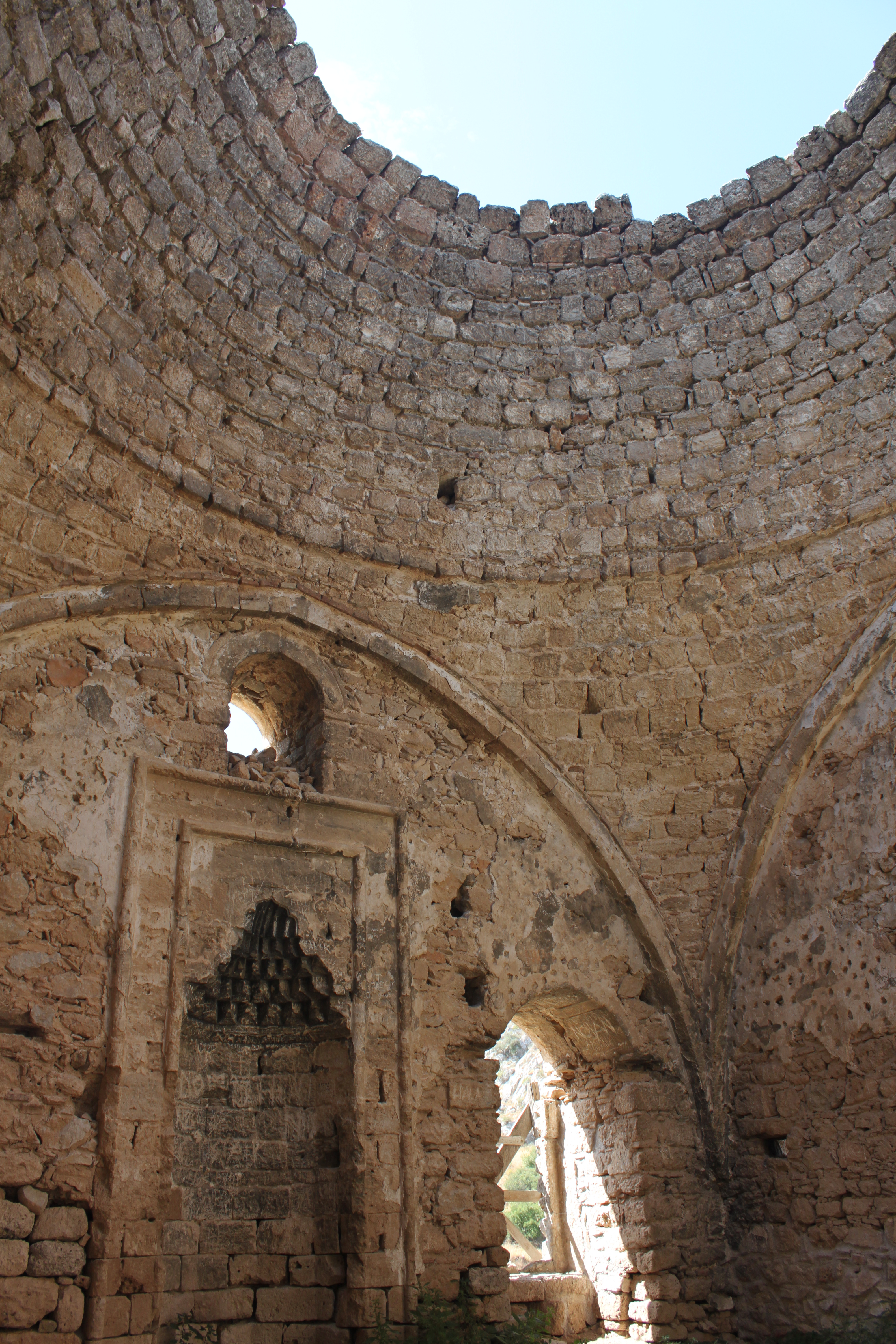
Intérieur de la mosquée, avec la coupole et le mihrab.